# Зета у саставу Српске деспотовине
Зета у саставу Српске деспотовине је историографски назив за српску средњовековну област Зете за време владавине српских деспота Стефана Лазаревића и Ђурђа Бранковића, од 1421. до 1456. године. Током тог раздобља, Зета је обухватала средишње и јужне делове данашње Црне Горе, као и део данашње северне Албаније. Зета је 1421. године, након изумирања династије Балшића, ушла у састав Српске деспотовине. За време владавине Стефана Лазаревића (1421—1427) и његовог наследника Ђурђа Бранковића (1427—1456), на ширем подручју Зете су вођене честе борбе са Млетачком републиком на једној и Османским царством на другој страни. Током времена, Млечани су успели да успоставе своју власт у приморским градовима, а Турци су 1456. године преузели тврђаву Медун, последње упориште Српске деспотовине у Зети. У међувремену, на зетском подручју је створена нова обласна држава Зета под влашћу династије Црнојевића.

## Историја
До 1421. године, Зетом је владао Балша III Балшић, чија је мати Јелена била сестра деспота Стефана Лазаревића. Јелена се 1411. године преудала за великог војводу Сандеља Хранића Косачу, који је био један од најмоћнијих великаша Краљевине Босне. Наставила је да пружа подршку сину, који је до краја владавине водио сталну борбу Млечанима око власти над приморским градовима. Наиме, користећи распад Српског царства, Венеција се полако ширила на обалама Зете. Најприје је посјела Драч и Љеш, а од 1396. године и Скадар, Дриваст и Св. Срђ на Бојани. Балша је настојао да им се одупре и поврати изгубљене градове и области у приморју (Први и Други скадарски рат). Међутим, Венеција је ипак успјела да од 1405. до 1412. године у својим рукама држи градове: Бар, Будву и Улцињ. Да буде под млетачком влашћу тежио је град Котор, што је и остварено 1420. године. Улцињ је потпао под власт Венеције 1421. године, а Будва привремено, од 1420. до 1426. године. Млечани су привремено запосједали и губили и Луштицу, Грбаљ и Паштровиће.

### Зета у доба Стефана Лазаревића
Балша III је умро 28. априла 1421. године и са њим се угасила династија Балшића. Последњом вољом Балше III, Зета је припала његовом ујаку Стефану Лазаревићу и припојена је Српској деспотовини. Не марећи за то, новонасталу ситуацију су покушали да искористе Млечани, посједајући градове Балшића у Доњој Зети (Дриваст, 10. маја 1421. и Улцињ, 15. маја 1421. године). Ђурађ и Љеш Ђурашевић узимају више Балшиних села. Војвода босански, Сандељ Хранић (у то вријеме зет деспота Стефана Лазаревића) без успјеха жели искористити пометњу у Зети, тражећи од Млечана уступање Горње Зете и градова Бара и Будве у Доњој Зети. Стефан Балшић Мармонте се није најбоље снашао у овим догађајима или на њега нико није обраћао пажњу. У августу 1421. године српски деспот Стефан Лазаревић стиже са војском у Зету, уз сигурно залеђе новог султана, Мурата II. Заузео је Дриваст, а затим Бар, средином новембра 1421. године. Млечани су задржали Скадар, Улцињ и Будву (до 1426), лишени сваке власти у највећем дијелу подручја ван градских зидина. Деспотове војводе (Љеш и Ђурађ Ђурашевић) заузимају подручје Светомихољске метохије и Грбаљ. Чврста деспотова власт у Зети је уздрмана непосредно пред његову смрт пошто је турски султан Мурат уговор деспота Стефана Лазаревића са угарским краљем Жигмундом протумачио као невјерство и са трупама упао из Бугарске у Србију.
Деспот Стефан Лазаревић (1377—1427) владао је Зетом од 1421. до 1427. године. Син кнеза Лазара и ујак посљедњег владара из династије Балшића, најпре је, од 1389. до 1402. године, владао Србијом као кнез и вазал турског султана Бајазита Првог. За рачун овог султана је са својим одредима учествовао у турским освајачким походима. Византијски цар Иван VII Палеолог прогласио га је за деспота Србије послије турског пораза у бици код Ангоре (1402). Године 1403. ступа у вазални однос према Угарској. 
Стефан Лазаревић је био вјешт дипломата и добар војсковођа, што су цијенили како Турци, тако и Угри. Од Хрватско-угарског краља, Жигмунда, добио је у посјед Београд, Голубац, град и рудник Сребреницу у Босни, као и многе феудалне посједе у Угарској. Од турског султана Мехмеда II је добио неколико градова и предела. По смрти свог сестрића, посљедњег владара из династије Балшића, вољом Балше III добио је 1421. године и Зету. Исте године стигао је са војском у зетско приморје. Овим се Стефанова држава по обиму сматрала једнаком Србији у доба прије краља Милутина. Стефан је имао несугласица са новим султаном Муратом II. Нови господар Зете је преко посланика покушао водити преговоре у Венецији, па потом наставио раније сукобе Балшића са Млечанима око градова у приморју. На подручју Зете, нарочито од почетка XV вијека, примјетан је успон тзв. ратничких дружина. Ратничке дружине нису биле велике: од 20 до 50 бораца. Као такве, препуштене само себи, тешко би дуго опстајале. Међутим, удруживањем би се стварале значајне војне снаге. О њих су се отимали међусобно зараћени феудалци и градови, па и страни освајачи (Млечани) награђујући их за ратничке подухвате. Самим тим, ове ратничке дружине су имале значајну улогу у политичком животу Зете.

##### Мировни уговори са Венецијом
Године 1423. борбу у Зети препушта свом сестрићу Ђурђу Бранковићу (чији су се посједи граничили са ранијим посједима Балшића). Односи између Српске деспотовине и Млечана су оставили затегнути и послије склапања мира код Св. Срђа, 12. августа 1423. године, обзиром да сва спорна питања (Будва, солане у Грбаљском пољу, Паштровићи, Луштица и дијелови Скадарског и Барског дистрикта) нису била ријешена. Нови уговор између Венеције и Ђурђа Бранковића (представника деспота Стефана Лазаревића) склопљен је 26. августа 1424. године у копаоничкој Плани. Како су и даље остали значајни територијални спорови, Венеција је предлагала међународну арбитражу (византијског цара, принцепса Ахеје, или комуне Фиренце, Сјене, Анконе, па и Болоњски или Сијенски универзитет). Без предлагане арбитраже, 26. априла 1426. године са скадарским капетаном Франћеском Квирином, склопљен је трећи споразум. Деспотовини је остала Ратачка опатија, код Бара и солане Балшића, са поданицима, у Грбаљском пољу, а Венецији су поред неких утврда припали и Паштровићи. Након овога, деспот Стефан је препустио управу над Зетом сестрићу, па се Ђурађ са породицом августа 1426. године преселио у зетско приморје. Пошто су мјешовите комисије утврдиле разграничења, потписан је и нови уговор између Ђурђа и представника Венеције (Франћеско Квирин) 11. новембра 1426. године у Дривасту. Уз приближавање турске војске, изненадном смрћу деспота Стефана (19. јула 1427. године), пропао је и покушај да се независност Србије и очува. Величину његове државничке и ратничке способности приказује и то да је његова смрт, по наводима савременика, „изазвала ужас у народу“.

### Зета у доба Ђурђа Бранковића
Ђурађ Бранковић (1375—1456) кнез и деспот, владао је Зетом од 1427 до 1456. године. Смрт Стефана Лазаревића затекла је новог господара у Зети, којом је управљао у име деспота. Ђурађ се одмах вратио у Србију, ради рјешавања крупнијих питања. За српског владара је признат од стране турског султана и угарског краља. Добивши деспотску титулу од византијског цара, сазидао је и пријестоницу Смедерево. У Зети су се за његове власти (коју је представљао војвода Алтоман) одметнули властелини Ђурађ и Љеш Ђурашевић, нудећи се Венецији, али их је ова одбила, сматрајући да су они још увијек „поданици и вазали господина Ђурђа“.
По смрти деспота Стефана, Ђурађ Бранковић преузима власт у врло тешким околностима. Трогодишње примирје склопљено између Жигмунда и Мурата, омогућило је Ђурђу да се помири са Турцима и влада Српском деспотовином као вазал. Владајући у бурном периоду балканске историје, овај је деспот доживио и то да Турци распишу уцјену за његову главу, као и ослепљење својих синова од стране Османлија, 1441. године. Исте године, привремено је изгубио Горњу Зету и град Бар у Доњој Зети (продори босанског војводе Стефана Вукчића Косаче). Нису успјели деспотови покушаји продора у млетачки дио Доње Зете, 1448. године. Ђурађ Бранковић се потпуно повукао из Зете (осим града Медуна) послије сукоба са Млечанима и горњозетском властелом, односно након два војна пораза нанесена му од млетачког војводе Стефана Црнојевића, 1452. године.

#### Смедеревски споразум из 1435. године
Српско-млетачки уговор од 14. августа 1435. године, склопљен је у Смедереву, у тешком тренутку за Деспотовину, јер је истицао споразум са султаном. Стијешњен између двије силе (Турске и Угарске) што је Венеција добро искористила, преговарајући у за њега најтежем тренутку, довео је својим попуштањем (одрицањем од територија и права) у незавидан положај своје достојанственике у Зети. Одредбама уговора, Венецији између осталог припадају и „катуни Црне Горе“ (у то вријеме узак појас планина, до врхова масива, уз море, а изнад Котора, Грбља и Будве и више Паштровића). Млечани су уз споразум додали и дугачак списак штета које су венецијанским поданицима учинили војвода зетски Алтоман, властела Ђурашевићи, Барани, Будвани, Његуши и други деспотови људи, до најситнијих појединачних примјера (детаљисање и прецизност су били одлика Млечана) што је за Србе било несхватљиво ситничарење. Тражена је и наплата дугова самог деспота Ђурђа, као и почившег деспота Стефана Лазаревића. Млечани нису заузимали велике посједе одједном, већ су дугим и стрпљивим радом на терену придобијали „кућу по кућу“. До 1435. године српској су деспотовини, у приморју Зете, одузели све, сем: Бара и Будве.
Велико вијеће, у Венецији, 31. децембра 1435. године, изабрало је Ђурђа Бранковића, са синовима и наследницима, за млетачког грађанина и племића (свечани документ написан је 26. марта 1436. године и на њега стављен златни печат Млетачке републике) чиме је истовремено српски деспот постао и члан Великог вијећа.

#### Борбе у Доњој Зети и губитак Горње Зете
Када је Ново Брдо пало под турску власт 1441. године и напади се наставили на остале дијелове Србије — Ђурђу Бранковићу је на управу остала само Зета. У немилости код Турака, продором босанског војводе и турског вазала Стефана Вукчића Косаче (уз савезништво са војводом Стефаном Црнојевићем, којем је Косача узео сина за таоца), Ђурађ привремено губи Горњу Зету и град Бар (Доња Зета) 1441. године. Турци су упали у остале дијелове Деспотовине, избјегавајући Зету и намјењујући је свом вазалу С. В. Косачи. Након повратка на власт, деспот повраћа Г. Зету и 1448. године врши војну офанзиву на млетачка упоришта (градове) у Доњој Зети. Међутим, његове војводе Алтоман и Стефан Црнојевић, којима се придружује већина Паштровића, не нападају бедеме Бара. По свему судећи, насјели су на лукавство Млечана, који су Алтоманове људе успјели да увјере у издајство Стефана, гласним позивима са тврђаве, проносећи гласине о савезништву Млечана са горњозетским војводом и потурајући Алтоману фалсификовано писмо. Нападачи под командом војводе Алтомана су доведени у заблуду, па се у нереду повлаче. млетачки војвода из Бара, Данило Ђурић, користећи прилику, уз помоћ плаћене ратничке дружине Мркојевића, у потјери наноси веће губитке Алтомановим одредима. Стефан Црнојевић, у брдима изнад Бара (гдје је био размјештен његов дио војске) успијева да избјегне заробљавање, захваљујући, како је записано, калуђеру Исајији (за казну, касније му је од стране Млечана одузет виноград) и Андрији Бриску (под пријетњом вјешала протјеран са свих млетачких посједа). За други деспотов поход на приморје, није јасно како се одвијао. Помиње се упућивање Ђурђевих снага на Бар, међу којима и 1000 Мађара, као и штета коју је деспотов војвода Стефан Црнојевић са својим одредима починио у околини Котора: пљачкајући, палећи куће и сијекући винограде, све до зидина града. Већ 1451. године, Которани воде акцију за придобијање горњозетског војводе, који је под командом српског деспота представљао велику опасност за подручје Котора. Године 1452. деспотов војвода Стефан Црнојевић прелази на страну Млетачке републике. Узима титулу млетачког војводе и гуши побуну у Грбљу (фебруара исте године) чиме спречава и буну у Паштровићима. То је био разлог да реагује деспотов војвода из Подгорице, Алтоман, који уз учешће турских одреда и дијела војника из Горње Зете, пали готово све куће у селима која су припадала Стефану Црнојевићу (од 590, попаљено је 570 објеката). Након тога, војвода Алтоман у свом напредовању, на прилазима Доњој Зети, доживљава неочекиван пораз од војске Стефана Црнојевића. Ни слање нове Ђурђеве војске није уродило плодом. Под командом Тома Кантакузина, 14. септембра 1452. године, Ђурђеви одреди доживљавају нови пораз од Стефана Црнојевића. Деспотове снаге бивају потиснуте из свих предјела Горње Зете, осим из тврђаве Медун. Последњи траг деспотове власти у Зети везује се за почетак 1456. године, када је своју тврђаву Медун (годинама одсјечену од остатка Деспотовине) мада је посада жељела прићи Млечанима, Ђурађ предао Турцима.
Брат од стрица посљедњег господара Зете из династије Балшића, Балше III, Стефан Балшић (Дубровчани су га звали Стефан де Мармонте) покушао је од Ђурђа Бранковића да поврати изгубљене области у Зети, на које је сматрао да има право. Остао је без подршке и ови покушаји из 1429. године нису му успели. Након тога Стефан Балшић је пришао Млечанима и за њихов рачун ратовао у Ломбардији и Фурланији. Породици Мармонте, која је имала посједе у Апулији, губи се сваки траг око 1480. године.

## Владари
- Стефан Лазаревић, 1421—1427.
- Ђурађ Бранковић, 1427—1456.